# Marco Giovanetti
Marco Giovanetti (Chieti, 12 aprile 1960 – Bergamo, 31 maggio 2019) è stato un pianista italiano.

## Biografia
Diplomato nel '79 con il massimo dei voti e la lode sotto la guida dell'illustre pianista e didatta milanese Carlo Pestalozza, ebbe tra i suoi maestri Bruno Mezzena e Fausto Zadra, del quale dal 1989 al 1992 era stato assistente presso l’Ecole Internationale de Piano de Lausanne.
Pianista, concertista e didatta, suonò come solista con diverse orchestre nazionali ed estere e si esibì in récital e in varie formazioni cameristiche per importanti stagioni concertistiche, tra cui la Società dei Concerti di Trieste, Angelicum, Musica nel nostro tempo, Rosetum e Società Umanitaria di Milano, Società del Quartetto e Festival Donizetti di Bergamo, Nuovi Spazi Sonori e Festival di Musica Sacra di Brescia, Società Musicale di Ivrea, Teatro Marrucino di Chieti, Palazzo Nazionale della Cultura di Sofia (Bulgaria), UNESCO di Parigi, Parlamento Europeo di Bruxelles in occasione della Festa dell’Europa 2009, Festival Musique en Guyenne, Concerti nel Parco (Villa Medici, Roma), Ceresio Estate Lugano, Festival musicale di Oberwil (Zurigo), Musica e architettura Mantova.
Tenne tournée di concerti e masterclass in Cina (Shanghai, Zhengzhou, Hangzhou, Xiamen, Nanning, Ningbo) su invito di università e istituzioni culturali, da cui fu anche insignito del titolo di Professore onorario (Università di Kunming, Yunnan).
Nel 2013 si produsse in un recital per “Sound Ways”, XXV International New Music Festival di San Pietroburgo (Russia).
Nell’ambito del repertorio moderno e contemporaneo, effettuò registrazioni televisive e radiofoniche per la RAI e curato prime esecuzioni di rilevanti autori. Nel 1984 ha vinto il concorso “Cata ed Ernesto Monti” di Trieste per l’interpretazione della musica moderna. Oggi il suo repertorio spazia da J. S. Bach ad autori contemporanei quali Ligeti, Schnittke e Denisov.
Nel 2014 registrò per Radio Vaticana musiche di Ludwig van Beethoven e Sergio Calligaris in duo con la violoncellista Emilia Baranowska.
Forte dei suoi studi classici, coltivò lo studio della filosofia e della storia dell'arte. I viaggi, le esperienze umane, il contatto con il pubblico dei concerti e con studenti di diverse provenienze e culture lo spinsero sempre ad aprirsi alla conoscenza di varie ulteriori discipline, tra cui negli ultimi tempi la lingua cinese. Nel solco di tale ampliamento di orizzonti culturali si colloca anche la creazione di un ciclo di incontri di divulgazione musicale intitolato “Il Suono e il Tempo”, fondato a Bergamo nel 1992 e poi replicato e ampliato in altre località italiane e a Buenos Aires (Argentina).
Marco Giovanetti fu docente di pianoforte presso il Conservatorio Statale di Musica “Gaetano Donizetti” di Bergamo dove, dal 1997 al 2012, ha ricoperto anche la carica di direttore.
Giovanetti è morto nel 2019 per un tumore.